# Ґражина (Мазовецьке воєводство)
Ґражина (пол. Grażyna) — село в Польщі, у гміні Варка Груєцького повіту Мазовецького воєводства.
Населення — 253 особи (2011).
У 1975-1998 роках село належало до Радомського воєводства.

## Демографія
Демографічна структура станом на 31 березня 2011 року:
|          | Загалом | Допрацездатний вік | Працездатний вік | Постпрацездатний вік |
| -------- | ------- | ------------------ | ---------------- | -------------------- |
| Чоловіки | 127     | 29                 | 84               | 14                   |
| Жінки    | 126     | 21                 | 74               | 31                   |
| Разом    | 253     | 50                 | 158              | 45                   |